# Doyle's Delight
Doyle's Delight je se svojí nadmořskou výškou 1124 metrů nad mořem nejvyšším bodem Belize. Nachází se v pohoří Maya Mountains na pomezí distriktů Cayo a Toledo. Jeho pojmenování odkazuje na anglického spisovatele Arthura Conana Doyla.
Dlouhou dobu se považoval za nejvyšší bod Belize vrchol Victoria Peak, ale díky nejnovějším měřením bylo prvenství přiřčeno právě vrcholku Doyle's Delight.